# Kanarella
Kanarella là một chi bọ cánh cứng trong họ Chrysomelidae.
Chi này được miêu tả khoa học năm 1896 bởi Jacoby.

## Các loài
Các loài trong chi này gồm:
- Kanarella pallida (Jacoby, 1887)
- Kanarella unicolor Jacoby, 1896